# Ганно-Леонтовичеве
Ганно-Леонто́вичеве — село в Україні, в Устинівській селищній громаді Кропивницького району Кіровоградської області. Населення становить 318 осіб. Колишній центр Ганно-Леонтовичівської сільської ради.

## Історія
За часів Радянського Союзу на території села існував колгосп імені Ватутіна. Функціонувала птахоферма, корівницька ферма, свиноферма. Станом на 2010 рік село занепадає, підприємств немає, з мешканців залишаються в основному люди похилого віку.

## Населення
Згідно з переписом УРСР 1989 року чисельність наявного населення села становила 342 особи, з яких 153 чоловіки та 189 жінок.
За переписом населення України 2001 року в селі мешкало 320 осіб.

### Мова
Розподіл населення за рідною мовою за даними перепису 2001 року:
| Мова       | Відсоток |
| ---------- | -------- |
| українська | 85,85 %  |
| молдовська | 3,77 %   |
| вірменська | 0,94 %   |
| білоруська | 0,63 %   |
| польська   | 0,31 %   |
| російська  | 0,31 %   |
| інші       | 8,19 %   |

## Зображення

## Місцевості
До складу села входять історичні частини — на лівому березі Інгулу — Тріскунове і Мала Ганнівка, на правому — Велика Горошанка і Мала Горошанка, Чигринка. Горошанка — історична назва частини села на правому березі Інгулу. Раніше Горошанка була окремим селом. У другій половині 20 сторіччя злилася з селом Ганно-Леонтовичеве. Горошанку також ділять на Малу Горошанку і Велику Горошанку.

## Відомі люди
У селі народилися:
- Вербовий Олексій Петрович (1899—1978) — передовик сільського господарства Української РСР, Герой Соціалістичної Праці.
- Кирдан Борис Петрович —український фольклорист і літературознавець, доктор філологічних наук (1958), професор. Учасник Німецько-радянської війни. У 1951 р. закінчив Московський університет. З 1953 р. працює в Інституті світової літератури Академії наук СРСР. Наслідком копітких наукових пошуків і досліджень стали книги «Українські народні думи XV — початку XVII ст.» (1962), «Український народний епос» (1965), «Збирачі народної поезії. З історії української фольклористики XIX ст.» (1974),
- Фурман Анатолій Васильович  — народився в 1895 р, с. Горошанка Устинівського р-ну Одеської обл.; німець; малограмотний; б/п; штукатур будівництва заводу «Дальвостелемент». Проживав: с. Макарьево Черемховського р-ну Іркутської обл. Заарештовано 25 вересня 1937 Засуджений: Трійка УНКВС Іркутської обл. 25 жовтня 1938, обв.: За ст. 58-1а .. Вирок: ВМН Розстріляний 1 листопада 1938 Реабілітований 12 квітня 1989 (Списки%20жертв [Архівовано 4 березня 2016 у Wayback Machine.])
- ВЕРБОВИЙ Микола Костянтинович, 1915 р.н., Кіровоградська обл., Устинівський р-н, с. Ганно-Леонтовичеве, українець. Лейтенант. Загинув у 1940 р. Похований; в р-ні р. Халхін-Гол. (ЗАГИБЛІ НА ЧУЖИНІ: Книга Пам'яті України про громадян, які загинули у воєнних конфліктах за рубежем. — К.: Пошуково-видавниче агентство «Книга Пам'яті України», 2003. — 624 с. ISBN 978-966-7605-07-0. — С. 100.)

Інші:
- ШПИРКО Оксана Леонідівна — проживала і працювала у місцевій школі у 1992—1996 роках. Інформація: ШПИРКО Оксана Леонідівна (21.07.1970, с. Новоградівка Бобринецького району Кіровоградської області) — поетеса.      Через рік після народження разом з батьками переїхала в село Седнівку Устинівського району Кіровоградської області. Тут минуло її дитинство, шкільні роки. Закінчила педагогічний факультет Кіровоградського державного педагогічного інституту імені О. С. Пушкіна (1991). За розподілом поїхала працювати в село Ганно-Леонтовичеве Устинівського району, де до 1996 викладала українську мову і літературу. З 1996 мешкає в смт Олександрівці, займається підприємницькою діяльністю. Вірші почала писати у 1993 році. Перший вірш був надрукований у районній газеті «Трудівник Устинівщини». Твори друкувались у газетах «Література та життя» (Київ), «Трудівник Устинівщини» (смт Устинівка), «Честь хлібороба» (м. Бобринець), «Олександрівський вісник» та «Вперед» (смт Олександрівка), обласній газеті «Кіровоградська правда». Авторка книг «До моєї душі на гостини» та «Не плачь над розами любимого» (2007), "Іду на «ти» (2008), «Поезії» (2010). Твори вміщені у колективних збірках «Созвездие лиры» та «Чотири долі» (2008), альманахах «Літературна Кіровоградщина» (2009, 2010, 2011). Член Конгресу літераторів України (з 2008), Кіровоградського обласного літературного об'єднання «Степ». Голова Кіровоградської обласної організації Конгресу літераторів України, Олександрівського районного літературно-мистецького об'єднання «Крила». Лауреат обласної літературної премії «Сокіл степів» за 2010 рік. (Джерело [Архівовано 22 жовтня 2016 у Wayback Machine.])